# Winter Garden
Winter Garden és una població dels Estats Units a l'estat de Florida. Segons el cens del 2008 tenia 31.132 habitants.

## Demografia
Segons el cens del 2000, Winter Garden tenia 14.351 habitants, 5.380 habitatges, i 3.663 famílies. La densitat de població era de 459,4 habitants/km².
Dels 5.380 habitatges en un 33,2% hi vivien nens de menys de 18 anys, en un 48,8% hi vivien parelles casades, en un 14,4% dones solteres, i en un 31,9% no eren unitats familiars. En el 25,2% dels habitatges hi vivien persones soles el 9,7% de les quals corresponia a persones de 65 anys o més que vivien soles. El nombre mitjà de persones vivint en cada habitatge era de 2,6 i el nombre mitjà de persones que vivien en cada família era de 3,11.
Per edats la població es repartia de la següent manera: un 25,9% tenia menys de 18 anys, un 9% entre 18 i 24, un 31,3% entre 25 i 44, un 19,5% de 45 a 60 i un 14,2% 65 anys o més.
L'edat mediana era de 37,1 anys. Per cada 100 dones de 18 o més anys hi havia 88,8 homes.
Cap de les famílies i el 12% de la població estaven per davall del llindar de pobresa.

## Poblacions més properes
El següent diagrama mostra les poblacions més properes.